# Eduardo D'Anna
Eduardo D’Anna (Rosario, 1947) es un abogado, poeta, ensayista, traductor, dramaturgo, doctor, narrador y profesor argentino.

## Carrera literaria
Dirigió la revista literaria «Parábolas» entre 1965 y 1966 y en 1967 publicó su primer libro de poemas: "Muy muy que digamos" (Ensayo Cultural, Bs. As.)
En 1968, junto a Elvio y Francisco Gandolfo y Sammy Wolpin, comenzaron a publicar la famosa revista «El lagrimal trifurca», que duraría hasta 1976 y que agruparía también a Hugo Diz y Sergio Kern. Con el sello de esta revista, fueron apareciendo sus poemarios "Aventuras con usted" (1975), "Carne de la flaca" (1978) y "A la intemperie" (1982), mientras practicaba la abogacía tras recibirse en 1971. 
Desde 1972 hasta 1980 fue docente teatral, en una experiencia inaudita para los colegios medios de la época, en la Escuela Superior de Comercio de Rosario. 
En 1985, la Municipalidad de Rosario publicó "Calendas Argentinas", descubriendo luego que su carta orgánica no le permitía comercializar la edición, la que se repartió en bibliotecas e instituciones culturales del país.
«El lagrimal» volvió a editarle en 1986, tras estrenarse en 1984 su pieza teatral "Morante, un espejo para la Revolución".
En 1992, se publicó "La máquina del tiempo" (Libros del Hibiscus, Rosario). "La Montañita" (Libros del Empedrado, 1994) recoge poemas escritos entre 1985 y 1991.
D’Anna integró también "Los mejores poemas de la poesía argentina" de J. C. Martini Real (Corregidor, Bs. As., 1974), "Antología de la poesía argentina" de R. G. Aguirre (Fausto, Bs. As. 1979), "El amor en la poesía argentina" de E. Romano (Andrómeda, Bs. As. 1976), y otras.
Poemas suyos han sido traducidos al alemán y al griego moderno.
D’Anna es asimismo traductor, habiéndose dedicado a la obra de W. B. Yeats y Manuel Bandeira. 
Como crítico, se ha especializado en la literatura de su ciudad, preparando la hasta ahora única historia literaria de la misma ("La literatura de Rosario", Fundación Ross, Rosario, 3 v. 1990-91).
Fue colaborador de la revista «Poesía de Rosario» y columnista del suplemento literario del diario «La Capital».
En 1999, D’Anna publicó "Obra siguiente" (Libros del Hibiscus).
En el año 2001 se editó la novela "La jueza muerta" (Ediciones de la Flor, 221 p.) con una crítica muy elogiosa del escritor y humorista rosarino Roberto Fontanarrosa.
Actualmente tiene inéditas una obra de teatro y un libro de poemas. Además, es profesor de Derecho de la prestigiosa escuela media universitaria Escuela Superior de Comercio Libertador General San Martín.

## Obra
- Muy muy que digamos (1967, poesía)
- "Aventuras con usted" (1975, poesía)
- Carne de la flaca (1978, poesía)
- A la intemperie (1982, poesía)
- Calendas Argentinas (1985, poesía)
- Los rollos del mar vivo (1986, poesía)
- La Literatura de Rosario (1a. ed. tres tomos, 1991, 2a. ed. 1996, ensayo)
- La máquina del tiempo (1992, poesía)
- La Montañita (1994, poesía)
- Obra Siguiente (1999, poesía)
- La Jueza Muerta (2001, novela)
- Historia Moral (1a. ed.2000, 2a. ed. aumentada 2004, poesía)
- Antología personal (2004, poesía)
- Nadie cerca o lejos (2005, ensayo)
- Zoológicos (2006, poesía)
- Capital de nada (2007, ensayo)
- 2491 (2010, poesía)
- Diario secreto de Marco Polo (2011, poesía)
- Atardecer del día sexto (2012, poesía)
- Libros de Poemas (2015, poesía)
- Antología poética (2015, poesía)
- Las partidas (2017, poesía)
- Rosarinitos (2018, relatos para chicos)
- Rosarinitos de Viaje (2018, relatos para chicos)
- La Literatura de Santa Fe. Un análisis histórico (2019, ensayo)
- Los Libros de Homero (2019, novela)
- En El Mundo Verdadero (2020, poesía reunida)

## En antologías
- 2008. Una antología de la poesía argentina (1970-2008) Colección Entre mares. Ed. Lom Ediciones, 381 p. ISBN 9560000047, ISBN 9789560000040

"Retrato de poetas", Ed. Poesía de Rosario, 2000.
Poetas de Rosarioo. Colección Memoria, Subsecretaría de Cultura de la Provincia de Santa Fe, s/f.
Café con letras. Ed. Municipal, Rosario, 1997.
Poesía de Rosario-Década del '60. Homo Sapiens, Rosario, 2013.
Rosario 100 poesías. Rosario, 1981.
La única ciudad. Homo sapiens, Rosario, 1994.
Francotrinadores santafesinos. s/l, 2017.
Italiani d'altrove. Traduzioni di Milton Fernández. Milano, 2010 
Desde la otra orilla. Colección Granada Literaria. Granada, España, 2004.
Cantos australes. Monte Ávila, Caracas, 1993.
Nueva poesía argentina. Hiperión, Madrid, 1987.
El 60. Editores Dos, Buenos Aires, 1969.
Los mejores poemas de la poesía argentina. Corregidor, Buenos Aires,1974; 2a. ed. Círculo de Lectores, Buenos Aires, 1976.
El amor en la poesía argentina. Ediciones Andrómeda, Buenos Aires, 1977.
20 años Festival Internacional de Poesía de Rosario. Espacio Santafesino, Santa Fe, 2012.
Antología de la oesía argentina. Ed. Librerías fausto. Buenos Aires, 1979.
200 años de poesía argentina. Alfaguara, Buenos Aires, 2010.